# التوراة (كتاب)
كتاب التوراة هو كتاب من تأليف الدكتور مصطفى محمود يتحدث فيه عن نقد التوراة التي بين أيدينا الآن لإظهار ما فيها من تناقضات وافتراءات تدحضها في بعض الأحيان التوراة نفسها. فقد وضع الدكتور مصطفى محمود رؤيته التحليلية لكثير من الآيات التي وردت في التوراة، ليعرض ما فيها ويقارنها في النهاية بآيات القرآن الكريم. ففي التوراة تجد الكثير من الأخبار التي لا يصدقها عقل، تجد أن الأنبياء يخدعون ويكذبون والملائكة يأكلون ويكذبون وفي التوراة الرب ينسى ويندم ويغفل وينام ويتقاتل مع الأنبياء، وفي التوراة أعطى نوح أبناء سام الحق في قتل واحتقار من دونهم. كما يعرض لنا الدكتور مصطفى محمود الكثير من نبوءات آخر الزمان في التوراة وكيف يستند إليها اليهود في سياساتهم العدوانية، وغير ذلك من الموضوعات التي يتناولها المؤلف من كتابهم.

## مقتطفات من الكتاب
- “هل تفتخر الفأس على القاطع بها أو يتكبر المنشار على من يحركه .. كيف نسى ذلك المتكبر أنه إنما استعمله الله وأنه كان محض أداة، وما كانت لتتحرك الأداة إلى أهدافها لولا يد الله التي تحركها”
- “كل تعب الإنسان إلى بطنه يذهب ومع ذلك فإن تلك البطن تشبع.. أقول لكم: الذهاب إلى مأتم خير من الذهاب إلى وليمة زفاف، لأنه خير تذكير للإنسان بالنهاية ليضعها أمام عينيه ويغلق عليها قلبه.”
- “هذا أيوب النبى يدق صدره بيده صارخاً بعد أن فقد أمواله وأولاده عرياناً، خرجت من بطن أمى عرياناً أعود إلى هناك، الرب أعطى الرب أخذ .. مبارك الرب في كل ما يفعل .. لماذا نقبل الخير من الله ولا نقبل الشر؟! وهذا داود النبى يخر على وجهه ساجداً مبتهلاً .. إلهى .. صخرتى .. حصنى .. منقذى .. مخلصى من الظلم تخلصنى. أمواج الموت اكتنفتنى .. سيول الهلاك أفزعتنى .. جبال الهاوية أحاطت بى .. شراك الموت اختطفتنى..”[3]

## وصلات خارجية
- فيديو حلقات الدكتور مصطفى محمود.
- مدونة الدكتور مصطفى محمود.
- "كان نائماً في سكينة تامة لم يستيقظ منها": ابنة مصطفى محمود لـ"العربية.نت": العالم الكبير رحل في هدوء،  العربية نت،  31 أكتوبر 2009.
- صفحة مصطفى محمود على موقع أبجد
- صفحة اقتباسات مصطفى محمود على موقع أبجد
- صفحة باسم الدكتور رائعة على الفيس بوك
- الفيلم الوثائقي العالم والايمان على اليوتيوب
- محمود تحميل كتب الدكتور مصطفى محمود كاملة pdf